# Museum der städtischen Sammlungen im Zeughaus

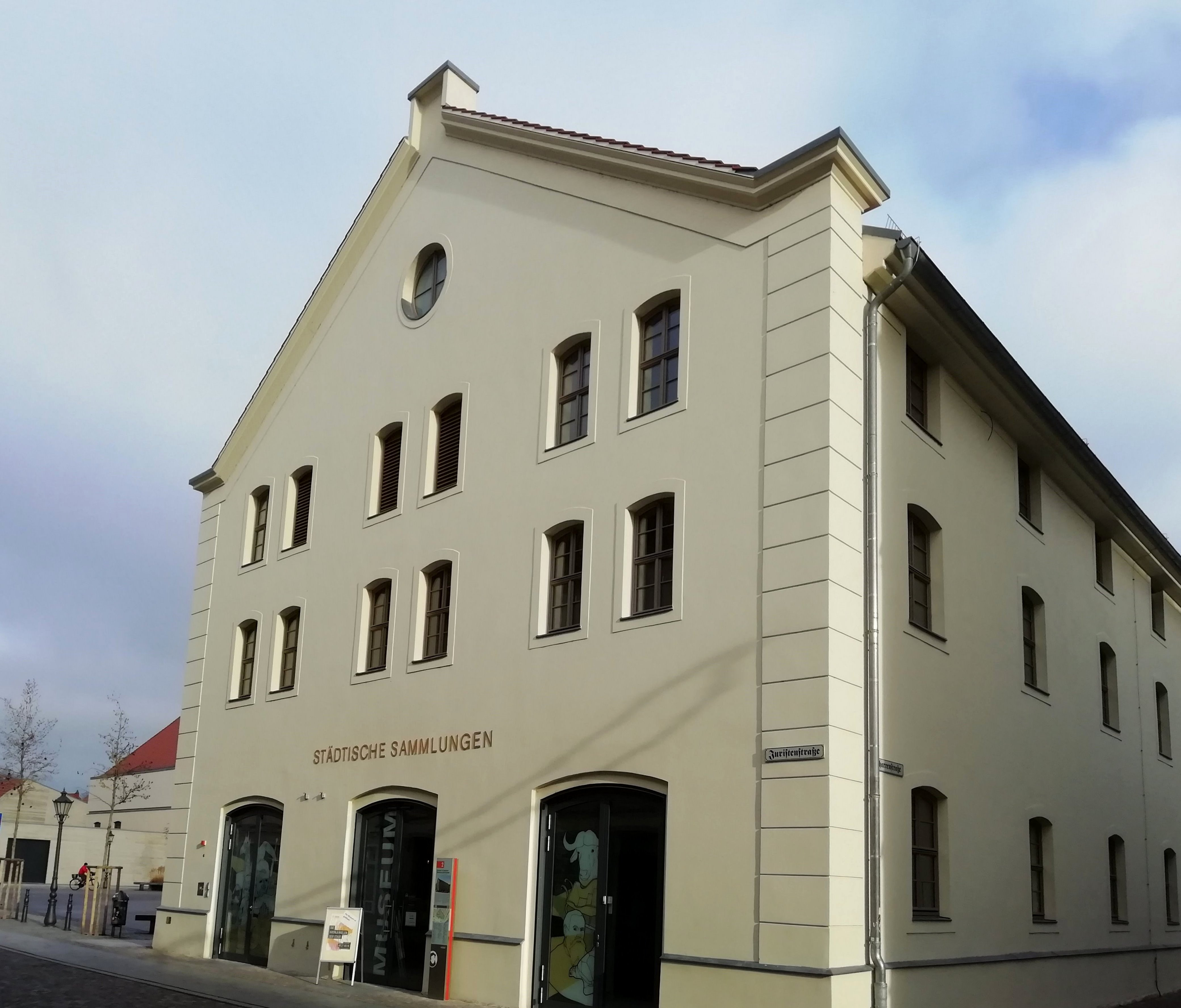
Museum im Zeughaus (2018)

Das Museum der städtischen Sammlungen im Zeughaus ist ein interdisziplinär ausgerichtetes Ausstellungsgebäude in Wittenberg, das sowohl Objekte der Archäologie und Stadtgeschichte, als auch der Naturkunde und Ethnologie präsentiert. Leiter des Museums ist Andreas Wurda.

## Das Zeughaus
Das ehemalige Zeughaus in der Juristenstraße 16a, gelegen am Arsenalplatz, ist ein denkmalgeschütztes Gebäude in der Altstadt von Wittenberg. Die Erfassungsnummer als Wittenberger Baudenkmal ist 094 35933. Das Haus wurde 1855 als Remise (Artilleriewagenhalle) erbaut und diente seitdem sowohl militärischen als auch zivilen Zwecken. 2016/17 erfolgten eine Generalsanierung und die Wiederherstellung der historischen Fassade zum Arsenalplatz hin.

## Ausstellung
Im historischen Zeughaus sind von 2015 bis 2018 in mehreren Etappen auf drei Etagen moderne Ausstellungsräume mit zusammen mehr als 1500 Quadratmetern Fläche entstanden.
Am 21. Dezember 2018 wurde das Museum mit Vorträgen von Reiner Haseloff, Torsten Zugehör und Nils Seethaler eröffnet.

### Die „Kronjuwelen“ der Stadt
Im März 2015 wurde zunächst das Erdgeschoss eröffnet. Ausgestellt werden dort auf dreihundert Quadratmetern achtzehn „Kronjuwelen“ der Stadt, darunter drei Objekte aus der Sammlung von Julius Riemer. Exponate zur Stadtgeschichte sind z. B. eine „Riesenrippe“ aus der Reliquiensammlung Friedrichs des Weisen und die Amtskette des Oberbürgermeisters. Im Zentrum der Ausstellung steht ein Modell der Stadt um 1870 mit fast 20 Quadratmeter Grundfläche. Dieser Teil der Dauerausstellung dient der Einführung und zum Verweis auf die im selben Gebäude vorhandenen Dauerausstellungen in den darüber liegenden Stockwerken.

### Stadtgeschichte
Im ersten Stock des Zeughauses werden 400 Exponate zur Geschichte der Stadt Wittenberg gezeigt. Die Ausstellung „Wittenberg im Wandel der Jahrhunderte“ behandelt die Vorgeschichte auf dem Gebiet der heutigen Stadt, das Mittelalter und die frühe Neuzeit sowie das 19. und 20. Jahrhundert. Abschließend werden mögliche Entwicklungen in der Zukunft der Stadt reflektiert. Die Ausstellung ergänzt thematisch die Historische Stadtinformation im Stadthaus und führt diese Ausstellung chronologisch bis in die Gegenwart fort.

### Die naturkundliche und ethnologische Sammlung von Julius Riemer
Im Obergeschoss befindet sich eine Dauerausstellung mit Objekten der Riemer-Sammlung. Die Ausstellung Riemers Welt präsentiert auf über 500 Quadratmetern Ausstellungsfläche 1500 Objekte zur Naturkunde und Ethnologie und rückt die Biographie des Sammlers Julius Riemer in den Mittelpunkt der Präsentation. In mehrjähriger Vorbereitungszeit wurde diese Ausstellung der städtischen Sammlungen Wittenberg erneut in Kooperation mit dem Freundeskreis der Julius Riemer Sammlung erarbeitet. Es handelt sich um die einzige ethnologische Dauerausstellung in Sachsen-Anhalt, welche Objekte mehrerer Kontinente kulturvergleichend vorstellt.

### Sonderausstellungen
Im Erdgeschoss des Zeughauses befindet sich ein Sonderausstellungsbereich von 150 Quadratmetern. Hier wurden bereits vor Fertigstellung der Dauerausstellungen eine Reihe thematisch auf diese vorbereitende Sonderausstellungen gezeigt. In den Bereich der Stadtgeschichte fallen hier die beiden Ausstellungen „Juden in Lutherstadt Wittenberg im Dritten Reich“ (2012/2013 und 2015) und „Lucas Cranach der Jüngere – Wittenberger Bürger, Ratsherr und Geschäftsmann“ (2015/16). In den ethnologischen Bereich fallen die Ausstellungen „Die Entdeckung des Individuums – Skulpturen der westafrikanischen Lobi aus der Sammlung Rainer Greschik“ (2016/17), die zum Abschluss des Lutherjahres konzipierte Ausstellung „Objekte der Verehrung – Materielle Zeugnisse von Glauben, Ehrfurcht und Gedenken in den Kulturen der Menschheit“ (2017/18) und „Vom Holz zur Form - Afrikanische Gefässe aus der Sammlung Christian Kennert“ (2023).
An der Schnittstelle von Kunstgeschichte, Stadtgeschichte und Ethnologie sind die Sonderausstellungen „Else Hertzer. Kriegsmappe 1945“ (2019) (u. a. mit Porträts indischer Soldaten) und „Anton Wilhelm Amo - Zwischen den Welten“ (2024) angesiedelt. In den Bereich der Naturkunde fällt die Ausstellung „Zeugen der Erdgeschichte – Fossilien und Gesteine“ (2020).